# Helios Klinikum Meiningen

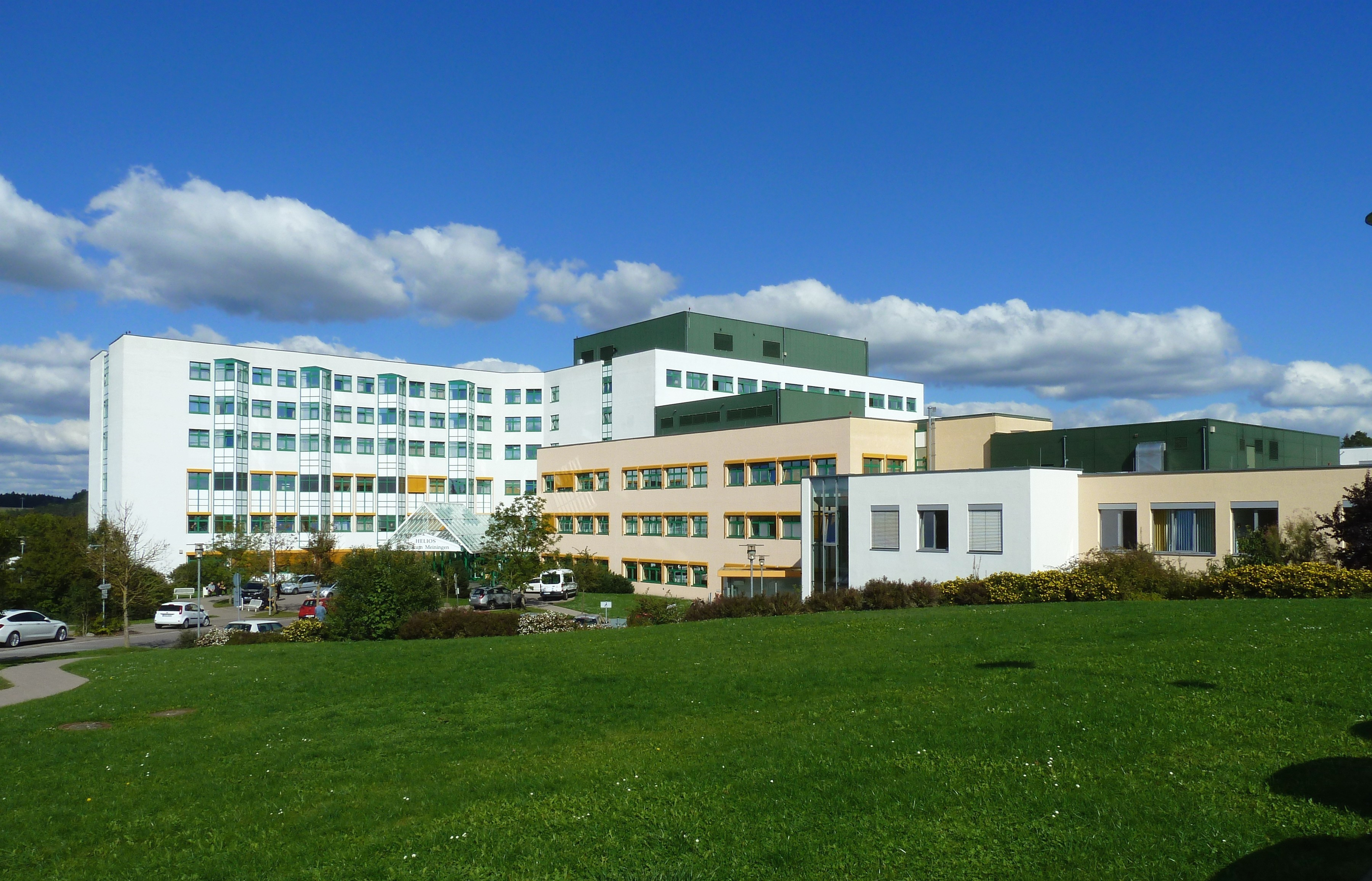
Das Klinikum im Jahr 2015

Logo des Klinikums 1995–2014

Das Helios Klinikum Meiningen ist ein Akutkrankenhaus der Schwerpunktversorgung mit Sitz in Meiningen und ein Akademisches Lehrkrankenhaus der Universität Jena mit überregionalem Versorgungsauftrag.
Das Klinikum ist seit 2014 Teil der Helios Kliniken Gruppe, einem Unternehmensbereich des Gesundheitskonzerns Fresenius.
Gemeinsam mit den in der unmittelbaren Nachbarschaft des Klinikums befindlichen medizinischen Einrichtungen wie Ärztehäuser, Demenz- und Dialysezentrum und Medizinisches Versorgungszentrum (MVZ) bildet das zweitgrößte Krankenhaus Südthüringens mit seinen 20 Fach- und Belegabteilungen, Tagesklinik sowie 12 medizinischen Zentren das komplexe Gesundheitszentrum Meiningen für Südthüringen und das nördliche Unterfranken.

## Geschichte
Das Helios Klinikum Meiningen wurde nach 27-monatiger Bauzeit am 1. April 1995 im Westen der Stadt in der Gemarkung des Ortsteils Dreißigacker als 100%ige Tochter der Rhön-Klinikum AG in Bad Neustadt an der Saale unter dem Namen „Klinikum Meiningen GmbH“ eröffnet. Es ist die Nachfolgeeinrichtung des „Bezirkskrankenhauses Meiningen“, das 1832 als „Georgenkrankenhaus“, erst Stadtkrankenhaus und später Landeskrankenhaus von Sachsen-Meiningen, gegründet wurde und bis 1995 bestand.
Als Prototyp eines modernen Versorgungskrankenhauses ist das Klinikum das erste mischfinanzierte und privat geführte Akutkrankenhaus Deutschlands und war der erste Krankenhausneubau im Freistaat Thüringen nach der politischen Wende 1990. Die Baukosten betrugen etwa 193 Millionen DM (zirka 100 Millionen Euro).
Der medizinische Behandlungsstandard und die Versorgungsqualität wird seit der Eröffnung kontinuierlich angehoben. Im Jahre 2005 erfuhr das Klinikum eine umfassende Renovierung inklusive neuer Möblierung. Im August 2006 wurde in einem Erweiterungsbau das Tagesstationäre Zentrum und das Medizinische Versorgungszentrum Meiningen (MVZ) übergeben. Im Januar 2009 kam ein weiterer Neubau mit einer Gesamtnutzfläche von 2.576 m² hinzu. Er beherbergt die neue Klinik der „Schmerz- und Palliativmedizin“, die Kliniken der „Orthopädie“ und der „Neurochirurgie“ sowie eine „Strahlentherapie-Praxis“. Die einzelnen Fachabteilungen des Klinikums wurden in den Jahren 2012 bis 2014 nach neuesten Erkenntnissen modernisiert und umgestaltet.
Das Klinikum entwickelte sich in den 2000er Jahren mit dem Brustzentrum und den Darmkarzinom- und Prostatakarzinom-Zentren zu einer bedeutenden Einrichtung der Krebsbehandlung. 2009 kam ein Traumazentrum und als Einmieter eine Strahlentherapiepraxis hinzu. Überregional bedeutend mit der Versorgungsstufe 1 ist das Schlaganfallzentrum (Stroke Unit). 2014 erhielt die Orthopädische Klinik das Zertifikat für ein Endoprothetikzentrum der Maximalversorgung.
2013 verkaufte die Rhön-Klinikum AG das Meininger Krankenhaus an den Gesundheitskonzern Fresenius. Die Transaktion wurde am 28. Februar 2014 beendet und das Klinikum in die zum Fresenius gehörende Helios Kliniken Gruppe eingegliedert, womit sich auch der Name des Klinikums in „Helios Klinikum Meiningen“ änderte. 2019 eröffnete die Helios Privatkliniken GmbH im Helios Klinikum Meiningen eine Privatklinik mit sechs Betten. Mit Stand April 2020 wurden in den bis dahin 25 Jahren des Bestehens des Klinikums 529.000 Patienten stationär behandelt und 13.155 Babys geboren.
2022 ist das „Frau-Mutter-Kind-Zentrum“ mit dem Zertifikat Babyfreundliches Krankenhaus ausgezeichnet worden, das sowohl die Geburtshilfe als auch die Kinderklinik (Pädiatrie) umfasst. Neben den rund 100 Babyfreundlichen Krankenhäusern in Deutschland ist das Meininger Klinikum mit Stand 2022 eines von fünf Kliniken, die bis dahin beide Zertifikate erhielten.

## Daten und Einrichtungen
Das Helios Klinikum Meiningen hat mit 441 Planbetten einen überregionalen Versorgungsauftrag und beschäftigt etwa 850 Mitarbeiter (Stand: 2022). Es ist damit der größte Arbeitgeber der Stadt Meiningen. Hier werden im Jahresdurchschnitt 50.000 Patienten behandelt, davon rund 20.000 stationär.

### Fachbereiche und Zentren
Fachbereiche:
- Anästhesiologie
- Intensivmedizin

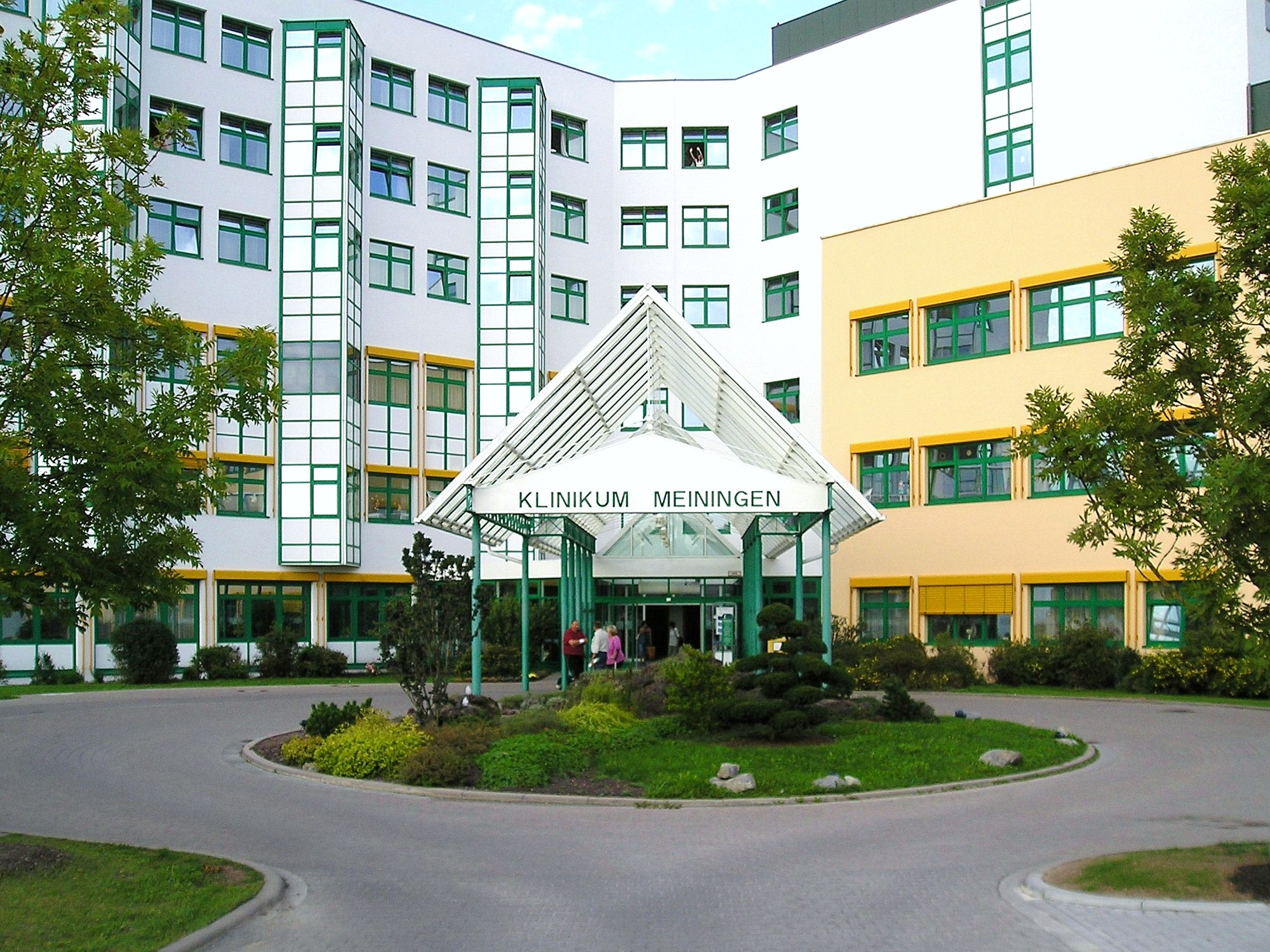
Haupteingang

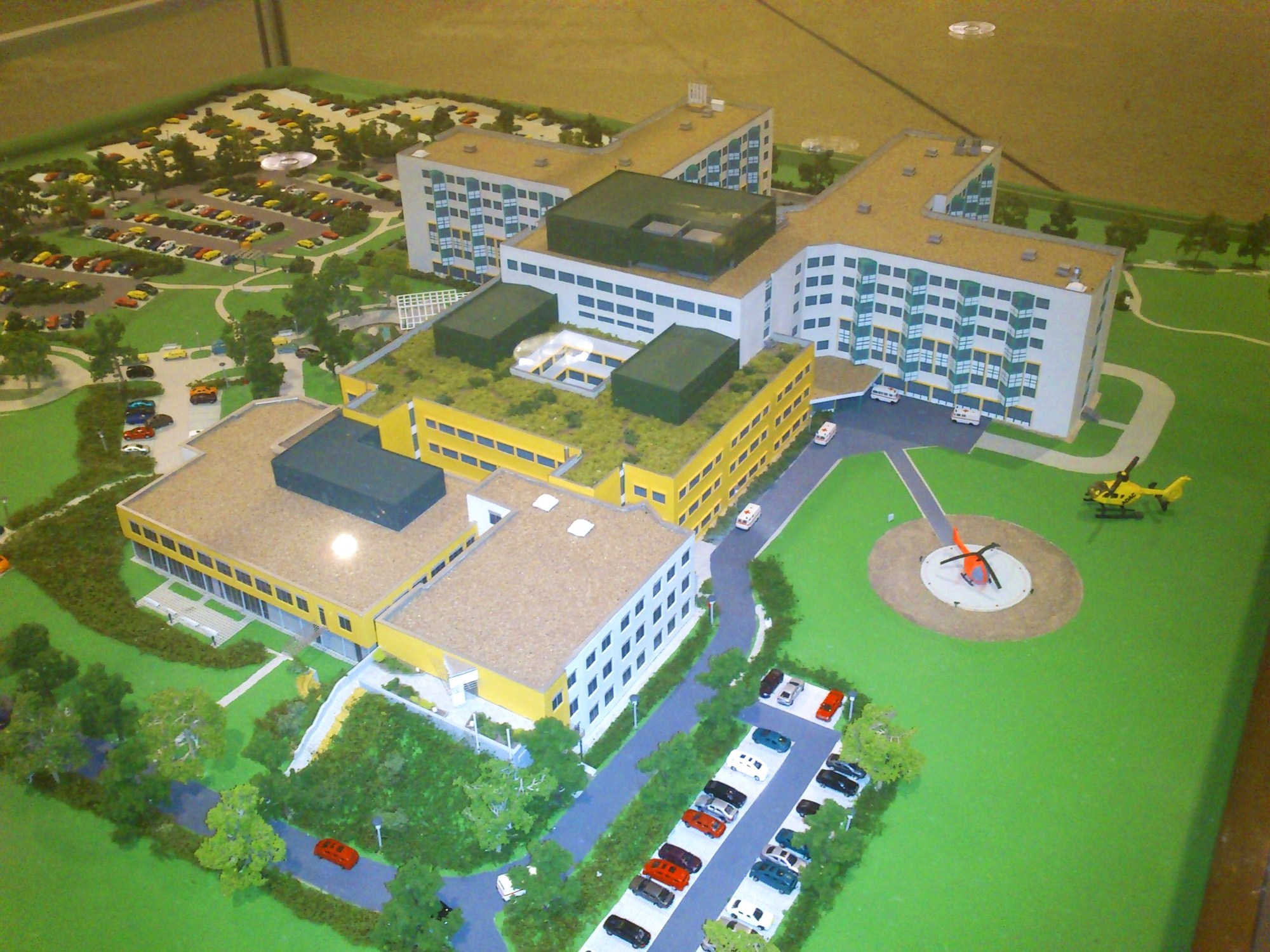
Modell des Klinikums, Stand 2010

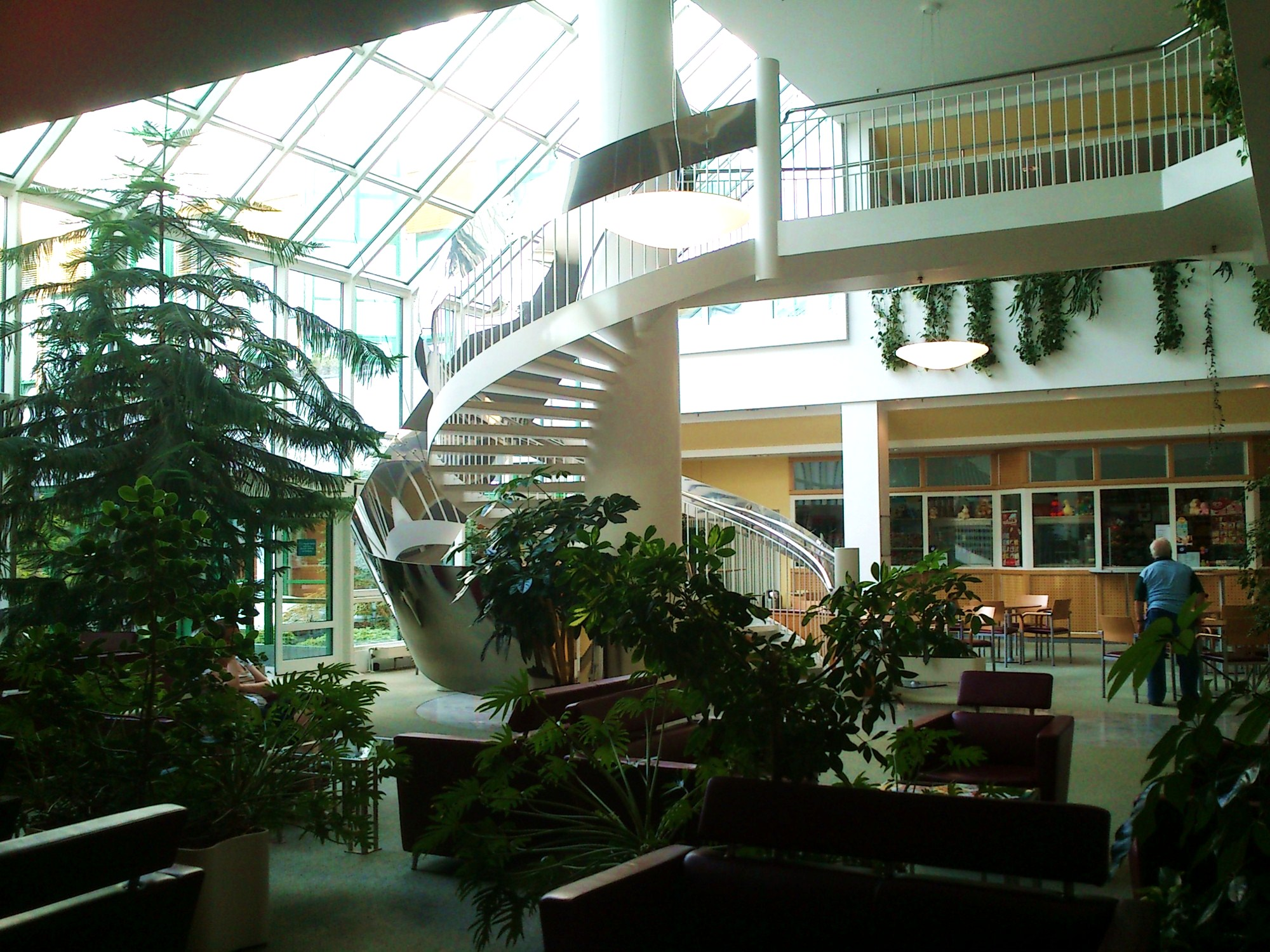
Lobby

- Allgemein-, Visceral- und Gefäßchirurgie
- Mammachirurgie (Brustkrebszentrum)
- Schmerz- und Palliativmedizin
- Geburtshilfe
- Gynäkologie
- Innere Medizin I (Kardiologie, Diabetologie)
- Innere Medizin II (Gastroenterologie, Onkologie, Infektiologie)
- Innere Medizin III (Pneumologie)
- Neurochirurgische Klinik
- Neurologische Klinik
- Notfallmedizin
- Orthopädische Klinik
- Pädiatrische Klinik
- Radiologische Diagnostik
- Unfall-, Hand- und Wiederherstellungschirurgie
- Urologische Klinik
- Belegabteilung Augenheilkunde
- Belegabteilung Dermatologie
- Belegabteilung Hals-, Nasen-, Ohrenkunde
- 12 teilstationäre Dialyseplätze

Zentren:
- Notfallzentrum
- Brustkrebszentrum Südthüringen (seit 2005) (2025 neu zertifiziert)
- Darmkarzinom-Zentrum (zertifiziert)
- Endoprothetikzentrum der Maximalversorgung (zertifiziert)
- Pankreaskarzinomzentrum Südthüringen
- Prostatakarzinom-Zentrum Südthüringen (zertifiziert)
- Schlafzentrum (zertifiziert)
- Stroke Unit, überregionales Schlaganfallzentrum der Stufe 1 (zertifiziert)
- Traumazentrum (zertifiziert)
- Viszeralonkologisches Zentrum Südthüringen (zertifiziert)
- Frau-Mutter-Kind-Zentrum (als Babyfreundliche Klinik zertifiziert)
- Tagesstationäres Zentrum

### Einrichtungen und Einmieter
- 15 Operationssäle (davon 3 im Tagesstationären Zentrum und einer im Schockraum)
- Privatklinik
- Praxis für Strahlentherapie (Strahlentherapeuten Coburg–Meiningen)
- Zentralapotheke für 14 Kliniken der Region
- weitere klinische Einrichtungen: Rezeption, Ambulanz, Pflegedienst, Bewegungsbad, Physiotherapie, Logopädie, Hubschrauberlandeplatz, Zentrale Notaufnahme mit Schockraum
- Patienten- und Besucherservice: Patientenservicecenter, Cafeteria mit Verkaufsstelle, Lobby, Kapelle, EC-Automat, Friseursalon, Blumenladen, Fitnessraum, Maniküre/Pediküre, Parkanlage, Internetzugang, Besuchsdienst „Grüne Damen und Herren“, Seelsorge, Ethikkomitee, Dolmetscherdienst, Raucherpavillon.

## Medizinisches Versorgungszentrum
Das Medizinische Versorgungszentrum (MVZ) wurde im August 2006 in einem neu errichteten mit dem Klinikum verbundenen Erweiterungsbau eröffnet. Das MVZ vereint 13 Praxen verschiedener Fachrichtungen, davon fünf an externen Standorten. Die Fachärzte belegen Sitze der Kassenärztlichen Vereinigung und sind bei der MVZ Management GmbH Thüringen angestellt. Es besteht ein enger Kooperationsvertrag mit dem Helios Klinikum Meiningen.
Standort Meiningen, Bergstraße:
- Praxis für Hals-Nasen-Ohren-Heilkunde
- Praxis für Gastroenterologie (Innere Medizin)
- Praxis für Hämatologie und Internistische Onkologie (Innere Medizin)
- Radiologische Praxis
- Neurologische Praxis
- Neurochirurgische Praxis
- Gynäkologische Praxis
- Chirurgische Praxis

Standort Meiningen, Leipziger Straße:
- Orthopädie
- Gynäkologie
- Pädiatrie, Kinder- und Jugendmedizin

Standort Wasungen
- Gynäkologie